# غلاديشية ناقصانية
غلاديشية ناقصانية (الاسم العلمي: Gleditsia amorphoides) هي نوع نباتي يتبع جنس الغلاديشية من فصيلة البقولية.